# Герб Сортавалы
Герб Сортавалы — наряду с флагом является официальным символом города Сортавала Республики Карелия Российской Федерации.
Утвержден постановлением администрации Сортавальского поселения №19 от 25 февраля 2020 года.

## Описание
В лазоревом (синем, голубом) поле накрест два злотых копья с червлеными (красными) значками, перевитые червленой лентой. Щит увенчан муниципальной короной установленного образца.

## История

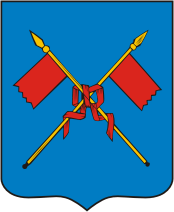
Герб Сортавалы 1788 года

Город Сортавала (Сордвалла) был основан шведами в 1632 году на месте карельского погоста. К концу века Сордвалльское графство получила во владения семья Банер. Позже родовой герб Банеров стал основой городского герба. Вернее из сложного родового герба был взят лишь один элемент - две перекрещенные кавалерийские пики с флажками (банерами).
В 1710 году Сордвалла занята русскими войсками и переименовала в Сердоболь. На городской печати продолжали изображать две пики (с герба Банеров).
Герб Сердоболя (города Выборгской губернии) утвержден Екатериной II 4 октября 1788 года по докладу Сената "О гербах городов Рижской, Ревельской и Выборгской губерний и некоторых городов Олонецкого наместничества" (закон №16716):
Сердобольский старый. В голубом поле на золотых древках красные знамёна, положенные крестообразно.
Проект герба города Сердоболя Выборгской губернии, составленный при Борисе Кëне (середина XIX века): "В лазуревом поле, два накрест положенные золотые, соединенные таковою же лентою штандарта, сопровождаемые двумя в золотых кольчугах руками, держащими правая, - серебрянный выгнутый с золотою рукояткою меч, а левая, - серебрянную стрелу. В вольной части герб Выборгской губернии. Щит увенчан серебрянною башенною короною о трех зубцах. За щитом две накрест положенные серебрянные кирки, соединенные Александровскою лентою".
Герб сего города, основанного около 1616 года, изображён как он встречается на первой его печати. Кирки напоминают горные заводы. В гербовнике Русских городов этот герб ошибочно изображëн без вооружённых рук.